# Иванов, Борис Петрович (легкоатлет)
Борис Петрович Иванов (род. 29 сентября 1947 года, Ртищево) — советский легкоатлет, специализирующийся в десятиборье. Участник Олимпийских игр 1972 года. Двукратный призёр чемпионата СССР по лёгкой атлетике (1972, 1973). Мастер спорта СССР международного класса (1971). Тренер высшей категории по лёгкой атлетике.

## Биография
Борис Петрович Иванов родился 29 сентября 1947 года в Ртищево. Окончил среднюю школу № 1. Тренировался в Ртищевской детской спортивной школе под руководством Н. Н. Кураева. В 1966 году Иванов выполнил норматив мастера спорта СССР, прыгнув в высоту на 2,03 м. В июне 1967 года он выполнил норматив мастера спорта СССР по десятиборью.
С 1970 по 1974 год был членом сборной СССР по лёгкой атлетике. В тот период тренировался под руководством Николая Львовича Семиколенных. Выступал за спортивное общество «Спартак».
В 1971 году Борис Петрович стал обладателем Кубка СССР по легкоатлетическому многоборью, где установил рекорд СССР в десятиборье, набрав 8237 очков. Затем принял участие в чемпионате Европы 1971 года, проходившем в Хельсинки, на котором занял 8 место. На Олимпийских играх 1972 года в Мюнхене занял в десятиборье 13 место, набрав 7657 очков.
Завершил спортивную карьеру в 1974 году после неудачного выступления на чемпионате СССР.
Окончил Малаховский филиал Смоленского государственного института физической культуры. В 1976 году работал преподавателем в Центральной легкоатлетической спортивной школе имени братьев Знаменских. Затем он два года учился в Высшей школе тренеров, по окончании которой получил высшую квалификационную категорию. Работал тренером в Московском училище олимпийского резерва.

## Основные результаты

### Международные
| Год  | Соревнования     | Место проведения     | Дисциплина  | Место | Результат |
| ---- | ---------------- | -------------------- | ----------- | ----- | --------- |
| 1971 | Чемпионат Европы | Хельсинки, Финляндия | десятиборье | 8     | 7601      |
| 1972 | Олимпийские игры | Мюнхен, ФРГ          | десятиборье | 13    | 7657      |

### Национальные
| Год  | Соревнования                                | Место проведения | Дисциплина  | Место | Результат |
| ---- | ------------------------------------------- | ---------------- | ----------- | ----- | --------- |
| 1971 | Кубок СССР по легкоатлетическому многоборью | Нальчик          | десятиборье | 1     | 8237      |
| 1972 | Чемпионат СССР                              | Москва           | десятиборье | 2     | 7997      |
| 1973 | Чемпионат СССР                              | Москва           | десятиборье | 3     | 7812      |
| 1974 | Чемпионат СССР                              | Москва           | десятиборье | 12    | 7225      |